# Elvis Vermeulen
Elvis Vermeulen (Senlis, 5 aprile 1979) è un rugbista a 15 francese che milita, nel ruolo di terza linea centro, nel Clermont-Auvergne, club con il quale si è laureato campione di Francia nella stagione 2009-10.

## Biografia
Cresciuto nel Brive, con cui esordì in campionato, Vermuelen fu ingaggiato dall'allora Montferrand (oggi Clermont-Auvergne) nel 2001.
Esordì in Nazionale francese nel giugno 2001 nel corso di un tour in Sudafrica, poi fu utilizzato saltuariamente (una selezione nel 2003 e due nel 2006).
Contribuì alla vittoria del Clermont nella 2006-07 e fu incluso da Bernard Laporte, C.T. della Nazionale, nella rosa dei 30 convocati alla Coppa del Mondo di rugby 2007 in programma proprio in Francia; tuttavia, a causa di una sopraggiunta ernia del disco si rese necessario sostituirlo, e il suo posto fu rimpiazzato da Thierry Dusautoir.
Il suo impegno internazionale più recente risale al Sei Nazioni 2008 contro il Galles.
In campionato, dopo tre finali consecutive dal 2007 al 2009, ha vinto il titolo di campione francese nel 2009-10 battendo in finale il Perpignano, il quale un anno prima aveva a sua volta prevalso nella gara valevole per il titolo.

## Palmarès
- Campionati francesi: 1
Clermont-Auvergne: 2009-10
- Challenge Cup: 1
Clermont-Auvergne: 2006-07